# Isla Cana
La isla Cana (en inglés: Cana Island) es una isla estadounidense que se encuentra en el lago Míchigan, y que administrativamente es parte del condado de Door, en el estado de Wisconsin. El faro de isla Cana se localiza en su territorio. La isla Cana está conectada al continente por una calzada. Se localiza en las coordenadas geográficas 45°05′17″N 87°02′58″O / 45.08806, -87.04944